# 디트마어 야콥스
클라우스 디트마어 야콥스(독일어: Klaus Ditmar Jakobs, 1953년 8월 28일~)는 독일의 전직 축구 선수로 현역 시절 포지션은 수비수이다. 특히 중앙 수비수로 활약했으며, 프란츠 베켄바워와 빌리 슐츠와 계를 같이 하는 전형적인 최후방 수비수이다.

## 경력
야콥스는 1971년부터 1990년까지 로트바이스 오버하우젠, 테니스 보루시아 베를린, MSV 뒤스부르크, 함부르거 SV 소속으로 활동하면서 493번의 경기에 출전했다. 그는 함부르크 소속으로 1987년에 DFB-포칼을 우승했다. 1982년과 1983년에는 독일 리그를 우승했고, 1983년에는 유러피언컵을 들어올렸다.
야콥스는 서독 국가대표팀 일원으로 멕시코에서 열린 1986년 월드컵에서 준우승을 거두었다. 1980년부터 1986년까지, 그는 국가대표팀 경기에 20번 출전했다.

## 사고
야콥스의 경력은 1989년 9월 20일 함부르크와 베르더 브레멘 경기에서 일찍 막을 내리게 되었다. 브레멘의 공격진이 함부르크 문전에서 발등으로 차넣으려 하자 야콥스는 골문 쪽으로 발을 뻗어 골문으로 넘어가려는 공을 걷어냈다. 그러나, 그는 골대를 고정시키는 갈고리에 착지했다.(당시 갈고리는 흙밑에 묻지 않았다. 갈고리는 그의 다리를 깊게 찔렀고, 그는 이후 20분 동안 고통을 견뎌 뛰어야 했다. 결국, 구단 의료진은 수술도로 갈고리를 제거했다. 그로 인해 등쪽 신경이 제거되었다. 이 경기 부상으로 그는 본의 아니게 은퇴하여야 했다. 그러나, 운 좋게도, 척수에 5cm정도로 떨어져 닿지 않았다.
은퇴 후 야콥스는 함부르크 인근의 노르더슈테트에서 보험 중개사로 근무하고 있다.